# Le Pinceau qui tue
Le pinceau qui tue (France) ou Beauté intérieure (Québec) (Brush with Greatness) est le 18e épisode de la saison 2 de la série télévisée d'animation Les Simpson.

## Synopsis
Les Simpson se rendent au parc aquatique Mont Splashmore, tel que vu dans l'émission de Krusty, après que Bart et Lisa ont harcelé leur père pour y aller. Mais là-bas, Homer, trop gros, reste coincé dans le toboggan géant et décide de reprendre un régime. En cherchant son attirail de musculation au grenier, il tombe sur d'anciens tableaux de Marge, principalement des portraits de Ringo Starr,  peints à l'époque où elle était au lycée. Encouragée par Lisa, Marge décide de se remettre à la peinture en s’inscrivant à l'École communautaire de Springfield. Le professeur acclame son talent qui est vite reconnu après avoir remporté un concours où elle avait peint Homer épuisé après avoir fait de l'exercice. Ainsi, Monsieur Burns qui veut être immortalisé sur une toile, insatisfait des autres artistes de Springfield, l'engage pour peindre son portrait. Mais il va s'avérer odieux avec la famille entière, au grand dam de Marge qui ne parvient pas à trouver l'inspiration pour le peindre correctement et se remet en question… Marge va retrouver toute son inspiration en recevant, enfin, une réponse à sa lettre qu'elle avait envoyée 20 ans plus tôt  à Ringo Starr, accompagnée de son portrait. Lors de l'inauguration au musée, M. Burns découvre un portrait de lui unique et audacieux…

## Vedette invitée
- Ringo Starr